# Bobby Moore
Bobby Moore, född den 12 april 1941 i Barking i Essex, död den 24 februari 1993, var en engelsk fotbollsspelare.
Moore räknas som en av tidernas bästa försvarsspelare. Hans styrka som mittback var hans spelförståelse och en närmast enastående förmåga att läsa vad motståndarna skulle göra. Moore var lagkapten då England vann VM på hemmaplan 1966. I VM-finalen passade Moore till Geoff Hursts 1-1 kvitteringsmål och även till 4-2 målet som Hurst sköt i finalens slutminut. Moore var även med i VM-turneringarna 1962 och 1970. Han deltog i 108 landskamper (endast Peter Shilton, Wayne Rooney, David Beckham och Steven Gerrard har spelat fler matcher för England) och 544 matcher för West Ham United. Bobby bar tröjnummer 6, vilket West Ham hyllat med att pensionera numret, så ingen annan spelare får använda nummer 6. Som lagkapten i West Ham vann han FA-cupen 1964 och Cupvinnarcupen 1965. I mars 1974 lämnade han ”Hammers” för att avsluta karriären med i Fulham, som 1975 för första och hittills enda gången nådde FA-cupfinalen, men förlorade med 0-2 mot West Ham. Bobby Moore dog av cancer 1993. Moore hade i november 1964 opererats för testikelcancer, men lät då alla förstå att han hade behandlats för en ljumskskada. 
Då fotbollstidningen World Soccer lät sina läsare rösta fram 1900-talets bästa spelare var två världsmästare från 1966 de engelsmän som klarade sig bäst: Bobby Charlton (tolfteplats) och Bobby Moore (14:e). Nyssnämnda duo är tillsammans med Paul Gascoigne de enda engelsmän som två gånger blivit invalda i ett All-star lag i en storturnering. För Moores del handlar det om VM 1966 och EM 1968 då England blev tredje efter att ha besegrat Sovjet i bronsmatchen. Vid tidningen France Footballs val av Årets bästa spelare i Europa år 1966 blev Moore fjärde och 1970 var han tvåa. Moore var endast 23 år gammal då de engelska fotbollsjournalisterna valde honom till Årets bästa spelare i den engelska ligan på våren 1964.      
Det finns två biografier om Moore som varit bestsellers. 1993 utkom Jeff Powells ”Bobby Moore. The Life and Times of a Sporting Hero”. Powell var en av Moores vänner och ger en mycket okritiskt bild av sin vän. 2014 utkom Matt Dickensons ”Bobby Moore. The Man in Full”, som innehåller även en del mindre smickrande fakta om fotbollshjälten.       

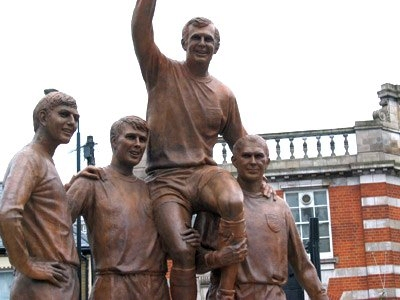
Staty föreställande engelska världsmästare. Statyn är belägen i Barking Road bara några hundra meter från Boleyn Ground. Från vänster till höger: Martin Peters, Geoff Hurst, Bobby Moore (upplyft) och Ray Wilson.